# Lille Skensved
Lille Skensved är en ort på Själland i Danmark.   Den ligger i Køge kommun och Region Själland, i den östra delen av landet, 30 km sydväst om Köpenhamn. En del av orten (Navrbjerg) ligger i Solrøds kommun.
Lille Skensved ligger 16 meter över havet och antalet invånare är 1 606.
Närmaste större samhälle är Køge, 7 km sydost om Lille Skensved. Orten har en järnvägsstation på Lille Syd mellan Roskilde och Køge.
Trakten runt Lille Skensved består till största delen av jordbruksmark.